# Chasmatophyllum
Chasmatophyllum es un género con ocho especies de plantas de flores perteneciente a la familia Aizoaceae.

## Taxonomía
El género fue descrito por  Dinter & Schwantes y publicado en Z. Sukkulentenk. 3: 14, 17. 1927.

## Especies seleccionadas
- Chasmtophyllum braunsii
- Chamatophyllum manicum
- Chamatophyllum musculinum
- Chamatophyllum nelii